# Humbert V. (Beaujeu)
Humbert V. (* 1189; † 25. Juli 1250 in Palästina) war ein Herr von Beaujeu und Connétable von Frankreich aus dem Haus Beaujeu.
Er war der älteste Sohn des Guichard IV. von Beaujeu († 1216) und der Sibylle von Hennegau. Mütterlicherseits war er mit dem französischen Königshaus verwandt und ein Cousin des Connétable Mathieu II. de Montmorency.

## Leben
Humbert nahm ab 1226 im Gefolge König Ludwigs VIII. von Frankreich am Albigenserkreuzzug teil und wurde danach zum Seneschall von Carcassonne ernannt. Nach dem Tod des Königs im selben Jahr wurde er von der Regentin Blanka von Kastilien mit der Fortführung des Kreuzzuges beauftragt und eroberte dabei die Burg Bessade (Besse) die von Olivier de Termes verteidigt wurde. 
Möglicherweise war Humbert im Jahr 1228 für die Nachfolge seines verstorbenen Cousins, Kaiser Robert, oder für die Regentschaft des unmündigen Kaisers Balduin II. im lateinischen Kaiserreich zu Konstantinopel im Gespräch. Zumindest berichten zwei nordfranzösische Chroniken von seiner vermeintlichen Nachfolge im Kaisertum in jenem Jahr. Da hierzu keine anderweitigen Berichte vorliegen, besonders aus Konstantinopel nicht, kann es sich hierbei um Fehlinformationen handeln, oder Humbert hat schon frühzeitig jede Anfragen auf eine Regentschaft zurückgewiesen. Im Jahr 1239 ist er dann allerdings als Anführer eines französischen Ritterheers im Gefolge Kaiser Balduins II. dann doch nach Konstantinopel gezogen, wo er etwa bis in das Spätjahr 1240 für diesen gegen den griechischen Gegenkaiser Johannes III. Vatatzes gekämpft hat. Bis spätestens zum März 1241 ist er wieder nach Frankreich zurückgekehrt, wo er in Pontoise urkundete, und ist offenbar noch im selben Jahr zum königlichen Connétable in Nachfolge des im selben Jahr auf dem Kreuzzug der Barone gestorbenen Amalrich VII. von Montfort ernannt wurden.
Er nahm auch am sechsten Kreuzzug unter König Ludwig IX. von Frankreich nach Ägypten teil, wo er wie der König in die Gefangenschaft der Mameluken geriet. Nach der Freilassung begleitete er den König nach Akkon, wo er kurz darauf starb.
Humbert heiratete am 15. Juli 1219 Marguerite de Baugé († vor März 1252), 1218/50 Herrin von Miribel, Tochter von Guy de Baugé, Herr von Miribel. Ihre Kinder waren:
- Guichard V. († 9. Mai 1265) 1250 Herr von Beaujeu ⚭ 1260 Blanche de Chalon († 1306) Tochter von Jean I. le Sage, Graf von Chalon
- Isabelle († Januar 1297) 1265 Herrin von Beaujeu ⚭ I um 1240 Simon II., Graf von Semur-en-Brionnais, Herr von Luzy ⚭ II November 1247 Rainald († 13. November 1270) Graf von Forez
- Sibylle († vor 1269) Herrin von Belleroche ⚭ 1250 Aymar IV. de Poitiers, Graf von Valentinois (Haus Poitiers-Valentinois)
- Béatrice (1250 bezeugt) ⚭ Robert de Montgascon († 1248)
- Marguerite († 18. Januar 1260) 1248 als Witwe Priorin von Polletins ⚭ Béraud de La Mothe-Saint-Jean († vor 1248)